# Johan Jakob Nagel
Johan (Jean) Jakob Nagel, född 18 juni 1807 i Teltoh i Mähren, död 7 juli 1885, var en svensk violinist och tonsättare.
Nagel var verksam vid Teatro Fenice i Venedig 1822–1827 och vid Kungliga hovkapellet i Stockholm 1830–1865, där han blev konsertmästare 1864. Han var även en skicklig gitarrist. Nagel invaldes som ledamot nr 354 av Kungliga Musikaliska Akademien den 30 november 1857.